# La Madonna della robbia
La Madonna della robbia è un film muto italiano del 1921 diretto da Guido Parish. 